# Eduard Ludwig Antz
Eduard Ludwig Antz (* 17. August 1876 in Billigheim; † 25. Dezember 1944 in Berlin) war ein deutscher Ingenieur, Unternehmer, Genealoge und Autor.

## Leben
Er war der Sohn des promovierten Mediziners Ludwig Antz und dessen Ehefrau M. A. geborene Einhorn. Nach dem Besuch des Gymnasiums in Speyer ging Eduard Ludwig Antz zum Studium an die Technische Hochschule Karlsruhe, die er als Zivil-Ingenieur abschloss. Danach war er als Fabrikdirektor tätig. In seiner Freizeit beschäftigte er sich unter anderem mit Genealogie und publizierte mehrfach darüber, so zum Beispiel das Kurpfälzische Geschlechterbuch.
Er war u. a. Mitarbeiter der Zeitung Die Rheinpfalz, Mitglied im Vorstand der Kulturstiftung Speyer, im Kuratorium der Europäischen Stiftung Kaiserdom Speyer sowie Mitglied im Reichsverband Deutscher Schriftsteller (RDS).

## Werke (Auswahl)
- Die deutschen Sippen. Wo kommst Du her? Ein Führer für Sippenforscher. Handbuch des deutschen Sippenforschers für die Geschichte der deutschen Geschlechter, die Wappen- und Siegelkunde. Wegweiser für Anlage von Ortsgeschichten, Sippen-, Firmen- und Jubelschriften, für Münz-Altertümer- und Geschichtsliebhaber, 1927.
- Die Günthers. Sippengeschichte eines kurpfälzischen Winzergeschlechtes, 1928.
- Die Mühlenkunst. Zum 100jährigen Bestehen der Firma Werner & Nicola Germania-Mühlenwerke G.m.b.H Mannheim und Duisburg 1829–1929, Berlin, Eckstein, 1929.
- Leeris. Licht- und Schattengestalten aus dem germanischen Werktum, 1935.

## Familie
Ernst Ludwig Antz heiratete 1903 Else, die Tochter des Sanitätsrates Schumann.